# Stellaris
『Stellaris』（ステラリス）は、スウェーデンのゲーム会社パラドックスインタラクティブが2016年に発売した4Xグランドストラテジーゲーム。Stellarisは未来の銀河を舞台にしたゲームであり、プレイヤーは宇宙を探索し、帝国を管理し、他の宇宙文明との外交や戦争を繰り広げる。2016年5月9日にWindows, OS X, Linuxの各プラットフォームでリリースされた。 2019年2月26日にはPlayStation 4/Xbox One版もリリースされている。
公式の日本語版としては、PS4版がDMM GAMESより2020年8月27日に発売された。PC版は開発元のパラドックスデベロップメントスタジオによる2022年5月12日のバージョン3.4アップデートで公式日本語対応された。

## ゲームシステム
Stellarisは西暦2200年の宇宙を舞台としたリアルタイムストラテジーである。プレーヤーは戦闘用や探査用の宇宙船を操作するが、中でも戦闘は特に重要であり、戦略を練り、準備を整え銀河の覇権を争う。また外交的な手段も利用可能であり、他の勢力と同盟を組んだり取引をすることもできる。ゲームでは最初に人類などの種族を選択して開始するが、各種族ごとに保有する道徳や技術が異なっている。一方で宇宙船の設計は、いずれのエイリアン種族でも様々な種類が可能である。
プレイヤーには初め、宇宙港を備えた恒星と一つの惑星と建設用／探査用の宇宙船が各一隻、それにコルベットからなる小艦隊が与えられる。ゲームの序盤は探査と他の惑星への植民が中心となるが、中盤になるに従い外交や領土の統治に次第にフォーカスが移っていく。 終盤には銀河全体に広がる知性を持ったAIロボットの反乱や、他の銀河からの侵略といった危機イベントも用意されている。パラドックスでは、こうしたイベントが4Xゲーム終盤における、一つの勢力が強くなり過ぎてつまらなくなってしまうような問題の解決となることを期待している。

## 開発
Stellarisは、パラドックスインタラクティブの開発子会社であるパラドックスデベロップメントスタジオで開発された作品である。本作では、2007年のEuropa Universalis III以降用いられている同社のゲームエンジン「クラウゼヴィッツエンジン」が用いられている。この作品は公式には2015年8月のゲームズコムで発表された。ゲーム配信サービスSteamにおいて、2016年5月9日に発売された。
リリース後も拡張パックやDLCの追加と平行してバージョンアップが続けられており、2018年リリースの2.0パッチでは、後述のようにゲームシステムの大幅な見直しも行われている。一方で2019年2月にはコンシューマ版が発売されているが、こちらは発売当初は旧バージョンである1.7が移植されていた。

## MOD
Stellarisは他のパラドックス社のゲームと同様、ゲームのデータをテキストファイルで扱うなどMODによる改造が容易な設計となっており、ユーザーにより多くのMODが作成されている。こうしたMODとしては、UIの拡張や宇宙船・種族の追加といったものに加え、リングワールドやスター・ウォーズ、スタートレック、銀河英雄伝説といった有名なSF作品の世界観を再現したものまで存在している。
また、本作で使用されているクラウゼヴィッツエンジンはマルチバイト文字に対応していることから、ユーザーによる日本語化MODが作成されている。なお、バージョン3.4アップデートで公式日本語対応されたため、現在はユーザーによる日本語化MOD作成が終了している。

## アドオン

### Stellaris: Leviathans Story Pack
Stellaris: Leviathans Story Pack は本作のDLCで、2016年10月20日に発売された。
ガーディアンと呼ばれる巨大生物や、いずれの勢力にも属さない商人や芸術家、覚醒した帝国による天上の戦いと呼ばれるシステムが追加されている。

### Stellaris: Utopia
Stellaris: Utopia は本作の拡張パックで、2017年4月6日に発売された。
リングワールドやダイソン球といった巨大構造物の建築、アセンションパークと呼ばれる国家や種族全体に適用される特殊効果（サイバー化や超能力への覚醒など）のシステムが追加されている。また、異種族の権利を設定するシステムが拡張され、ユートピアというタイトルとは裏腹に、異種族の家畜化や様々な絶滅政策が取れるようになった。

### Stellaris: Synthetic Dawn Story Pack
Stellaris: Synthetic Dawn Story Pack は本作のDLCで、2017年9月21日に発売された。
アンドロイドやロボットによる機械帝国が追加されている。

### Stellaris: Apocalypse
Stellaris: Apocalypse は本作の拡張パックで、2018年2月22日に発売された。
惑星破壊兵器やタイタンと呼ばれる超大型戦艦、マローダーと呼ばれる略奪者が追加されている。また、同時に公開された2.0パッチによりゲームシステムの大幅な見直しが図られており、3種類から選択可能であった移動手段が初期状態では1種類に制限されたり、惑星を基準としていた国境線が宇宙基地を基準とした星系単位のものに変更されるなど、プレイスタイルが大きく変化している。

### Stellaris: Distant Stars Story Pack
Stellaris: Distant Star Story Pack は本作のDLCで、2018年5月22日に発売された。
LゲートとLクラスターと呼ばれる銀河外の特殊な星団が追加されている。

### Stellaris: Megacorp
Stellaris: Megacorp は本作の拡張パックで、2018年12月6日に発売された。
企業国家（メガコーポレーション）のシステムが追加された他、惑星全体を都市化するエキュメノポリスが作成可能となった。また、同時に公開された2.2パッチでは惑星管理が大幅に見直され、それまでの惑星のタイルに建物を建て労働者を割り当てるシステムから、人口に応じて建物を建て職と住居を確保するシステムへと大きく変更されている。

### Stellaris: Ancient Relics Story Pack
Stellaris: Ancient Relics Story Pack は本作のDLCで、2019年6月4日に発売された。
古代文明をテーマに、遺物の調査を進めると特別な技術や資源を入手できるイベントが発生するようになる。特殊な開発特性を持ちディシジョンによりエキュメノポリス化可能な遺物惑星が登場する。

### Stellaris: Federations
Stellaris: Federations は本作の拡張パックで、2020年3月27日に発売された。
銀河連邦の機能が拡張され、通常の連邦の他に通商同盟や軍事同盟といった特殊な枠組みの連邦を形成することができるほか、連邦法や銀河コミュニティの機能の拡張、新たな艦船のジャガーノートが追加された。

### Stellaris: Nemesis
Stellaris: Nemesis は本作の拡張パックで、2021年4月15日に発売された。
自国から銀河の危機を主体的に起こすことができるようになる。また、銀河の危機に際し自国を守護者として銀河コミュニティ内で非常時大権を持たせることや、危機の終了後も権限を保持し続けて銀河コミュニティを自らの銀河帝国に再編することが可能になる。

### Stellaris: Overlord
Stellaris: Overlord は本作の拡張パックで、2022年5月12日に発売された。
従属国の機能が拡張され、資源、研究、軍事それぞれの分野に特化した属国を持つ、あるいは自国が特化型属国になることができるほか、新たに追加される中立機構と特殊な取引を行うことができる。

### Stellaris: First Contact Story Pack
Stellaris: First Contact Story Pack は本作のDLCで、2023年発売予定。
FTL(超光速航法)技術を持たない原始文明をテーマに、新たな起源やイベントが追加される予定。

## 評価
イギリスのゲームブログRock, Paper, ShotgunのAdam Smithによる発売前レビューでは「4Xとグランドストラテジーの両者においてランドマークとなるだろう ("could be Paradox’s finest hour, and a landmark in the development of both 4X and grand strategy design.")」と述べられていた。
リリース後、StellarisはMetacriticの評価でスコア79を獲得した。レビューにおいては、ゲームのインタフェースやデザインは没入感が高いと評されており、RPGのようにプレイヤー種族をデザインできることも評価されている。ゲーム終盤の危機イベントについても注目されている。しかし、ゲーム中盤については満足度が低下するともされており、また外交システムが単純すぎるとの声や、AIがやや好戦的であるといった声もある。
Stellarisは発売開始から24時間で20万本を販売するヒットとなったが、これは販売本数では前年のCities: Skylinesにやや及ばないものの、価格の違いから売り上げではパラドックスインタラクティブが販売したゲームとしては過去最大であった。またパラドックスデベロップメントスタジオ開発のゲームとしては過去最速の出足である。 発売1ヶ月後の6月21日には、50万本突破が報じられている。 その後も販売本数は伸びており、発売2年後の2018年2月には累計販売数が150万本を記録した。